# Leuven Vlaams
Leuven Vlaams, in Franstalig België vooral bekend als Walen Buiten, was de strijd van Vlaamse studenten en professoren voor de taalkundige splitsing van de Katholieke Universiteit Leuven tijdens de jaren zestig, ook weleens de januari-revolte genoemd, en tevens een van de door de activisten gebruikte slogans. De strijd om Leuven Vlaams culmineerde op 15 januari 1968, enkele maanden voor de studentenrevolte van mei 1968. Het resultaat van de opsplitsing was een volledig Nederlandstalige KU Leuven in Leuven en een Franstalige Université catholique de Louvain in de nieuwe stad Louvain-la-Neuve.

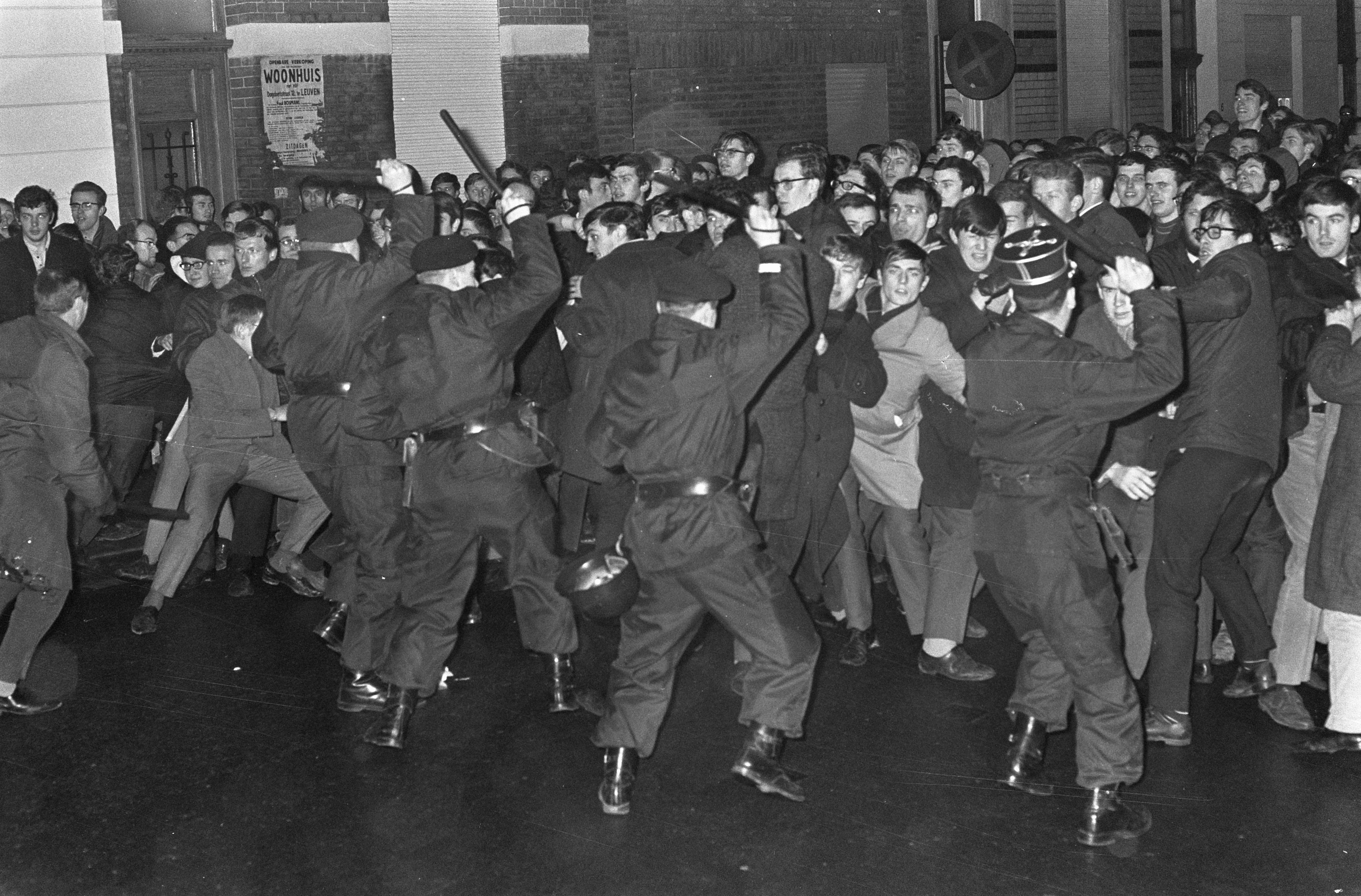
Staking Vlaamse studenten te Leuven, voor de gevangenis werd de menigte uit elkaar geslagen (18 januari 1968).

## Oorzaken
In Leuven bestonden sinds de Tweede Wereldoorlog in feite twee universiteiten, een Franstalige en een Nederlandstalige, allebei volkomen geïntegreerd onder een unitaire leiding. Op 30 juli 1963 werd de taalwet in onderwijszaken van kracht die het principe streektaal is onderwijstaal dat reeds in 1932 werd ingevoerd bekrachtigde maar vooral een einde maakte aan het bestaan van de zogenaamde transmutatieklassen die het nog steeds mogelijk maakten dat er in Vlaanderen onderwijs in het Frans werd georganiseerd. Als enige uitzondering hierop mocht De Katholieke Universiteit Leuven volgens de taalwetgeving echter tweetalig blijven. Sedertdien kwamen er steeds meer stemmen op om de Leuvense universiteit volledig te vernederlandsen. Toenmalig studentenleider, Paul Goossens, zegt daarover het volgende: "Wij - en daarmee bedoel ik de verschillende studentenbewegingen van die tijd - vonden dat een universiteit een directe band moet hebben met de bevolking. Dat kan moeilijk buiten de eigen taalgemeenschap." Los van de taalproblematiek groeide het besef dat de stad Leuven op termijn de groeiende studentenbevolking niet zou kunnen dragen. De wet van 9 april 1965 liet de universiteit dan ook toe om faculteiten op te zetten buiten het arrondissement Leuven.

## Verloop
Een opeenvolging van gebeurtenissen zorgde voor de escalatie van het conflict. De heibel als gevolg van de taalproblemen tussen Nederlandstalige patiënten en Franstalige artsen in het Sint-Pietershospitaal en het algemeen tekort aan ziekenhuisbedden in het Leuvense, zorgden ervoor dat de Franstalige medici zich vanaf 1962-1963 oriënteerden op het Brusselse, waar ze in de loop van de volgende jaren hun medische campus, Saint-Luc ('Louvain-en-Woluwe'), in Sint-Lambrechts-Woluwe uitbouwden. Dan was er het voornemen om Franstalige kandidaturen in te richten in de streek van Waver om Leuven te ontlasten. Zo ontstond het beeld dat de Franstalige vleugel van de Leuvense universiteit zich zou uitbreiden in de driehoek Leuven-Waver-Woluwe met een eventuele uitbreiding van de verfransing van Brussel over Vlaams-Brabant tot gevolg. In een geruchtmakend interview in 1965 stelde de toenmalige, Franstalige algemeen beheerder M. Woitrin het zo: "Bien plus, à l'échéance de 20 ans, le triangle en question est dans le 'Grand-Bruxelles'."
Op deze manier groeide de Leuvense kwestie uit tot een nationaal probleem. In een mandement op 13 mei 1966 verwierpen de Belgische bisschoppen vervolgens de Vlaamse eisen tot overheveling van de Franstalige afdeling. De Belgische bisschoppen stelden een compromis voor: een spreiding van de kandidaturen, Franstalige en Nederlandstalige werd in het vooruitzicht gesteld, gekoppeld aan een institutionele, functionele en geografische eenheid van de Leuvense universiteit. Het mandement werd als autoritair en anti-Vlaams ervaren. Er volgde massaal protest van de Vlaamse studenten. De Vlaamse studenten lanceerden de bekende slogans 'Leuven Vlaams' en 'Walen buiten'. Vooral die laatste werd door de Franstaligen als bijzonder kwetsend ervaren en vergeleken met het Juden raus van de nazi's. Volgens historicus Louis Vos was het daarentegen een antwoord op het Franse taalimperialisme en de misprijzende weigering om zich te integreren binnen het eentalig gebied Leuven. Overigens waren de geviseerde Franstaligen meestal geen Walen, maar in meerderheid studenten uit de Vlaamse en Brusselse bourgeoisie.
Op 14 januari 1968 maakte de Franstalige Academische raad een groot expansieplan te Leuven bekend, waarin het behoud van de vestigingen in Sint-Lambrechts-Woluwe en Waver en het behoud van de volledige universiteit in Leuven geëist werd. De rellen, die daarop volgden, waren zo hevig dat de examens werden opgeschort. Leuven veranderde gedurende enkele weken in een bezette stad. In deze sfeer bestempelde de bisschop van Brugge, Emiel Jozef De Smedt, het mandement van 1966 als een vergissing. Enkele dagen later werd hij bijgetreden door andere Vlaamse bisschoppen. Op 7 februari 1968 viel de regering-Vanden Boeynants I na een interpellatie in het parlement door Jan Verroken, fractieleider van de toen nog unitaire regeringspartij CVP/PSC. De splitsing was onafwendbaar geworden. Op 10 februari 1968 kondigden de Belgische bisschoppen aan dat de geografische eenheid van de universiteit met zijn twee afdelingen voor hen geen breekpunt meer was. Na de vervroegde verkiezingen op 31 maart 1968 nam de nieuwe regering Regering-G. Eyskens IV de wil tot splitsing op in haar regeerprogramma.

## Uitvoering
Het vertrek van de Franstalige afdeling nam bijna een decennium in beslag. Voor de Franstalige universiteit werd een nieuwe stad gebouwd: Louvain-la-Neuve, nabij Ottignies, aan de andere kant van de taalgrens binnen de toenmalige provincie Brabant. De eigenlijke splitsing ging in vanaf 1970, maar het zou nog tot 1978 duren voor alle Franstalige activiteiten van de universiteit definitief naar de Université Catholique de Louvain waren overgeheveld.
De collectie van de universiteitsbibliotheek werd opgedeeld volgens plaatsingsnummer. De even nummers kwamen de UCL toe, de oneven nummers werden eigendom van de KU Leuven.

## Repercussies
- De unitaire Christelijke Volkspartij (CVP/PSC) valt uiteen in een Vlaamse (CVP) en Franstalige (PSC) partij. Enkele jaren later gebeurt hetzelfde met de PVV/PLP en de BSP. Hiermee verdwijnen alle grote politieke partijen, die in heel België opkomen.
- De kleine, vrijzinnige Brusselse universiteit profiteert van de regeling voor de grote katholieke universiteit en bekomt ook een volledige taalkundige ontdubbeling met de oprichting van een afzonderlijke Vrije Universiteit Brussel. Voor aanvankelijk enkele duizenden Nederlandstalige studenten wordt een volledige administratieve en materiële infrastructuur uit de grond gestampt in Etterbeek.
- De nieuwe regering Eyskens IV oordeelt dat de structuren van de unitaire Belgische staat niet langer geschikt zijn om de spanningen tussen de verschillende taalgroepen in goede banen te leiden. Tijdens deze regering start het proces van staatshervormingen, die de taalgroepen afbakenen en België omvormen tot een federale staat.

## Chronologie van de gebeurtenissen
- 11 augustus 1962: autonomie van de beide taalafdelingen van de Leuvense universiteit
- juli 1964: de Franse afdeling (UCL) zoekt in het geheim gronden in Wallonië
- 9 april 1965: in het kader van de wet op de universitaire expansie, krijgt de UCL toestemming om uitbreiding te zoeken in Sint-Lambrechts-Woluwe in het tweetalige Brussel-hoofdstad en in de omgeving van Waver
- 15 december 1965: Franstalige studenten en academici uit Leuven richten bij wijze van speels protest de Université de Houte-Si-Plou op
- 13 mei 1966: de Belgische bisschoppen bevestigen hun standpunt in een bisschoppelijk mandement; akkoord met de uitbreiding, maar behoud van de hoofdzetel in Leuven, ook voor de Franstalige UCL
- september 1966: eerste onteigeningsbesluiten te Ottignies voor 150 ha
- 5 november 1967: dertigduizend Vlaamse betogers in Antwerpen eisen het vertrek van de Franstalige studenten uit Leuven
- 15 januari 1968: bekendmaking expansieplannen Leuven-Frans met behoud van zetel in Leuven, grote onlusten Vlaamse studenten
- 2 februari 1968: Emile Jozef De Smedt, bisschop van Brugge, komt terug op het standpunt van 13 mei 1966
- 7 februari 1968: aftreden van de Regering-Vanden Boeynants I
- 31 maart 1968: verkiezingen voor Kamer en Senaat
- 24 juni 1968: regeringsverklaring met daarin de wil tot overheveling
- 11 september 1968: het bestuur van de UCL eist de bouw van een nieuwe stad; de benaming Louvain-la-Neuve duikt enkele weken later op
- 18 september 1968: goedkeuring van de overheveling
- 2 februari 1971: eerstesteenlegging in Louvain-la-Neuve, in aanwezigheid van de koning
- 1972: ook de christendemocratische partij splitst in een Vlaamse en een Franstalige afdeling
- 20 oktober 1972: in Louvain-la-Neuve, nog in volle opbouw, vindt de eerste opening van het academiejaar plaats